# Edikt von Villers-Cotterêts

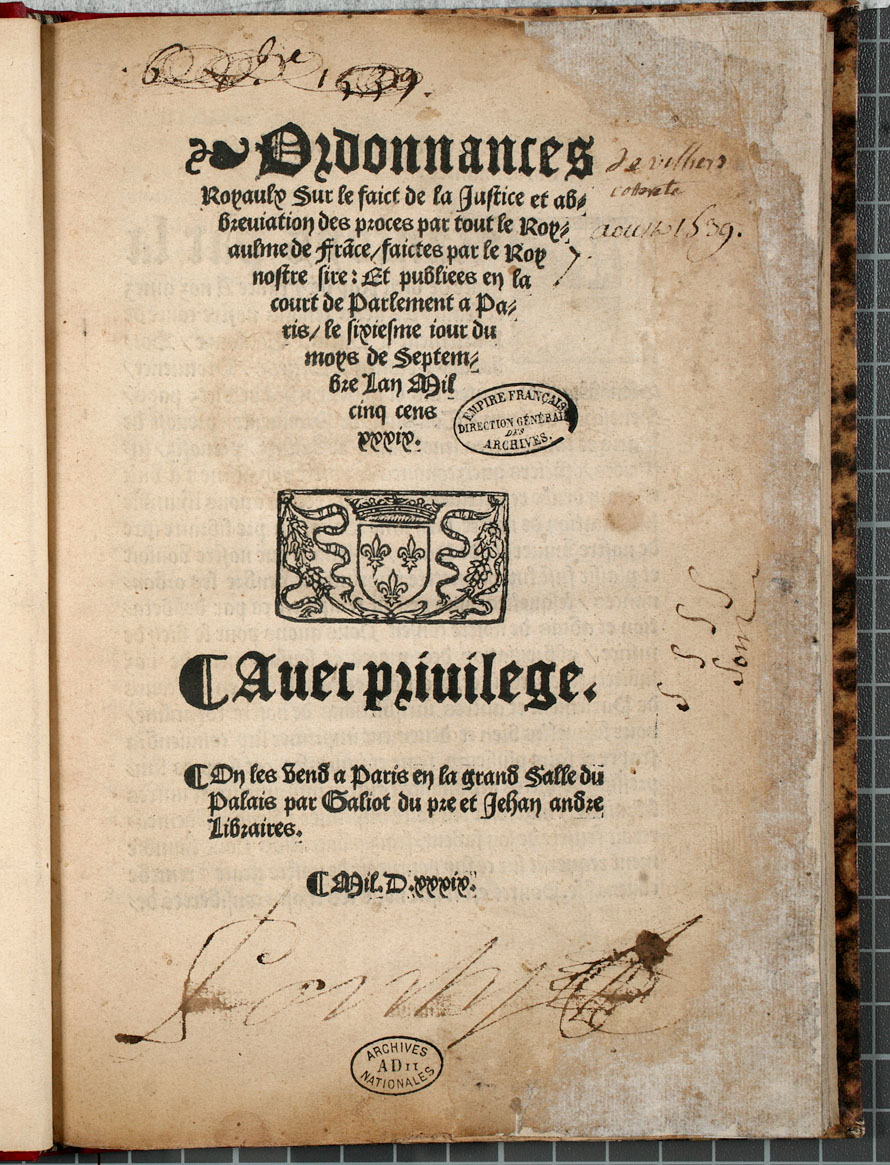
Edikt von Villers-Cotterêts

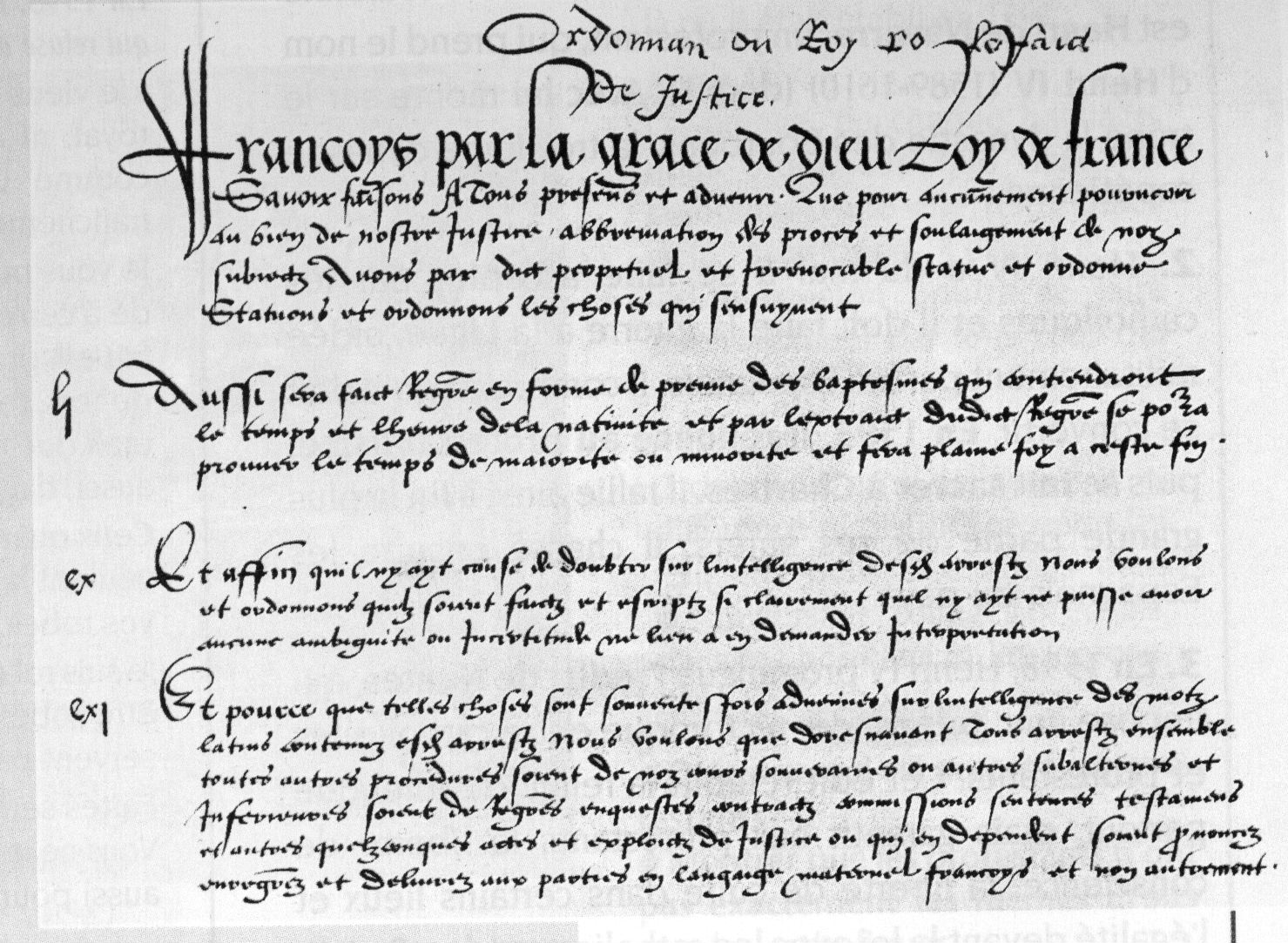
Erste Seite des Edikts von Villers-Cotterêts.

Mit dem Edikt von Villers-Cotterêts (französisch Ordonnance de Villers-Cotterêts) vom 15. August 1539 veranlasste König Franz I. eine umfangreiche Reform zur Vereinheitlichung des Justiz- und Verwaltungswesens im Königreich Frankreich, bei der unter anderem in Artikel 111 der langage maternel françoys zur alleinigen Urkunden- und Verwaltungssprache erhoben werden sollte. Dieser Artikel des Edikts ist heute der bekannteste und wird oft als Ausgangspunkt einer Politik der Durchsetzung des Französischen als Nationalsprache angesehen. Bis zu diesem Zeitpunkt war die Verwendung des Lateinischen insbesondere in Rechtsangelegenheiten üblich.
Das Edikt ist nach dem Ort Villers-Cotterêts in der Picardie benannt, in dem es erlassen wurde. Bestätigt wird es u. a. durch die derzeit geltende Verfassung der Fünften Französischen Republik in Artikel 2, Satz 1.

## Artikel 111 als Grundlage der französischen Sprachenpolitik
Nach Ansicht von Historikern und Sprachwissenschaftlern ist es strittig, was genau mit langage maternel françoys gemeint war. Als erwiesen gilt, dass sich das Edikt gegen die Vorherrschaft der katholischen Kirche und des Klerus richtete, die sich fast ausschließlich des Lateinischen bedienten. Vor dem Hintergrund weiterer zeitgenössischer Bestimmungen zum Sprachgebrauch in Frankreich neigt die Mehrheit der Wissenschaftler heute dazu, in dem Edikt keinen Antagonismus zwischen Latein und Französisch zu erkennen, sondern zwischen Latein und der Volkssprache. Mit langage maternel (also: Muttersprache) müsse nicht zwangsläufig das Französische gemeint sein, da zu jener Zeit überhaupt nur 10 bis 20 Prozent der Bevölkerung in diesem Sinne Französisch sprachen.
Artikel 111 des Edikts ist im Zusammenhang mit einer Reihe von Bestimmungen zu sehen, die den Gebrauch der Sprachen in Frankreich regelten. Bereits 1490 schrieb König Karl VIII. „die französische oder die Muttersprache“ für Rechtsakte im Languedoc vor; 1510 verlangte Ludwig XII., dass in den südlichen Provinzen im „vulgaire et langage du païs“ Recht zu sprechen sei; und 1535 bestimmte Franz I. selbst, in der Provence müssten Gerichtsverfahren auf Französisch oder „wenigstens in der Volkssprache des Landes“ („vulgaire du pays“) durchgeführt werden. Mit allen drei Verordnungen wurde somit implizit der Gebrauch des Okzitanischen erlaubt. Der Pyrenäenfrieden von 1559 regelte, dass mit Inkrafttreten des Vertrages zwischen Frankreich und Spanien in den an Frankreich fallenden Territorien Flanderns und des Roussillons den Untertanen „l'usage de la langue que bon leur semblera“ („der Gebrauch der Sprache, die ihnen geeignet scheint“) garantiert sei (was die Verwendung des Flämischen bzw. das Katalanischen erlauben sollte), und noch am Ende des 17. Jahrhunderts wurde katholischen Priestern im Elsass empfohlen, auf Deutsch zu predigen, um den Einfluss der Lutheraner zurückzudrängen.
Der Artikel 111 im Wortlaut:
| Originaltext | Übersetzung |
| --- | --- |
| Art. 111. – Et pour ce que telles choses sont souventesfoys advenues sur l'intelligence des motz latins contenuz es dictz arretz. Nous voulons que doresenavant tous arretz ensemble toutes aultres procedeures, soient de nous cours souveraines ou aultres subalternes et inferieures, soient de registres, enquestes, contractz, commisions, sentences, testamens et aultres quelzconques actes et exploictz de justice ou qui en dependent, soient prononcez, enregistrez et delivrez aux parties en langage maternel francoys et non aultrement. | Art. 111. – Und da viele Dinge oft widerfahren sind aufgrund des (mangelnden) Verständnisses der lateinischen Worte, die in den Edikten enthalten waren, wollen Wir, dass nun alle Edikte, zusammen mit anderen Prozeduren – seien sie von fürstlichen Höfen oder anderen untergeordneten oder nachrangigen Stellen ergangen, seien es Register, Anfragen, Verträge, Aufträge, Aufzeichnungen, Testamente und andere beliebige – sowie Akte und Beurkundungen der richterlichen Gewalt oder damit zusammenhängende, in Zukunft in französischer Sprache und keiner anderen ausgesprochen, registriert und an die verschiedenen [Streit-]Parteien ausgehändigt werden sollen. |

## Artikel 51 über die Einrichtung eines amtlichen Taufregisters im Königreich
| Originaltext | Übersetzung |
| --- | --- |
| Art. 51. - Aussi sera fait registres, en forme de preuve, des baptêmes, qui contiendront le temps et l'heure de le nativité, et par l'extrait dudict registre, se pourra prouver le temps de majorité ou minorité, et sera pleine foy à ceste fin. | Art. 51. – Künftig soll ein amtliches Taufregister angelegt werden, das Zeit und Stunde der Geburt enthält. Ein Auszug aus dem genannten Register kann beweisen, wann die Volljährigkeit erreicht ist. |